# Tomás Sandoval
Tomás Sandoval (Santa Fe, 30 marzo 1999) è un calciatore argentino, attaccante dell'Atlético Grau.

## Carriera
Ha esordito nella massima serie del campionato argentino con il Colón (SF), precisamente il 30 aprile 2016 nella partita casalinga vinta per 3-1 contro l'Olimpo, in cui ha anche realizzato la sua prima rete. Chiude la stagione con 3 presenze all'attivo nel campionato 2016.